# Головний обтічник
Головний аеродинамічний обтічник — передня частина ракети або літака. Має форму, що забезпечує найменший аеродинамічний опір. Головні обтічники (ГО), також можуть розроблятися для підводного або дуже швидкого наземного пересування.
Головний аеродинамічний обтічник — важливий елемент ракети-носія (РН) призначений для захисту космічного апарата (КА) від зовнішніх впливів, в тому числі впливу теплових і аеродинамічних навантажень під час доправляння повністю зібраної РН, на старт і на атмосферній ділянці польоту РН.
Відокремлення ГО від ракети відбувається після проходження щільних шарів атмосфери, коли вільно-молекулярний тепловий потік на поверхню КА не буде перевищувати 1135 Вт/м².
На ракетах, головний обтічник складається з камери, в якій міститься корисне навантаження (наприклад, супутник), і зовнішньої оболонки, розрахованої на вплив високих температур.
Найґрунтовніші дослідження надзвукових польотів, привели до створення обтічників для спускних космічних апаратів і для ядерних боєголовок.

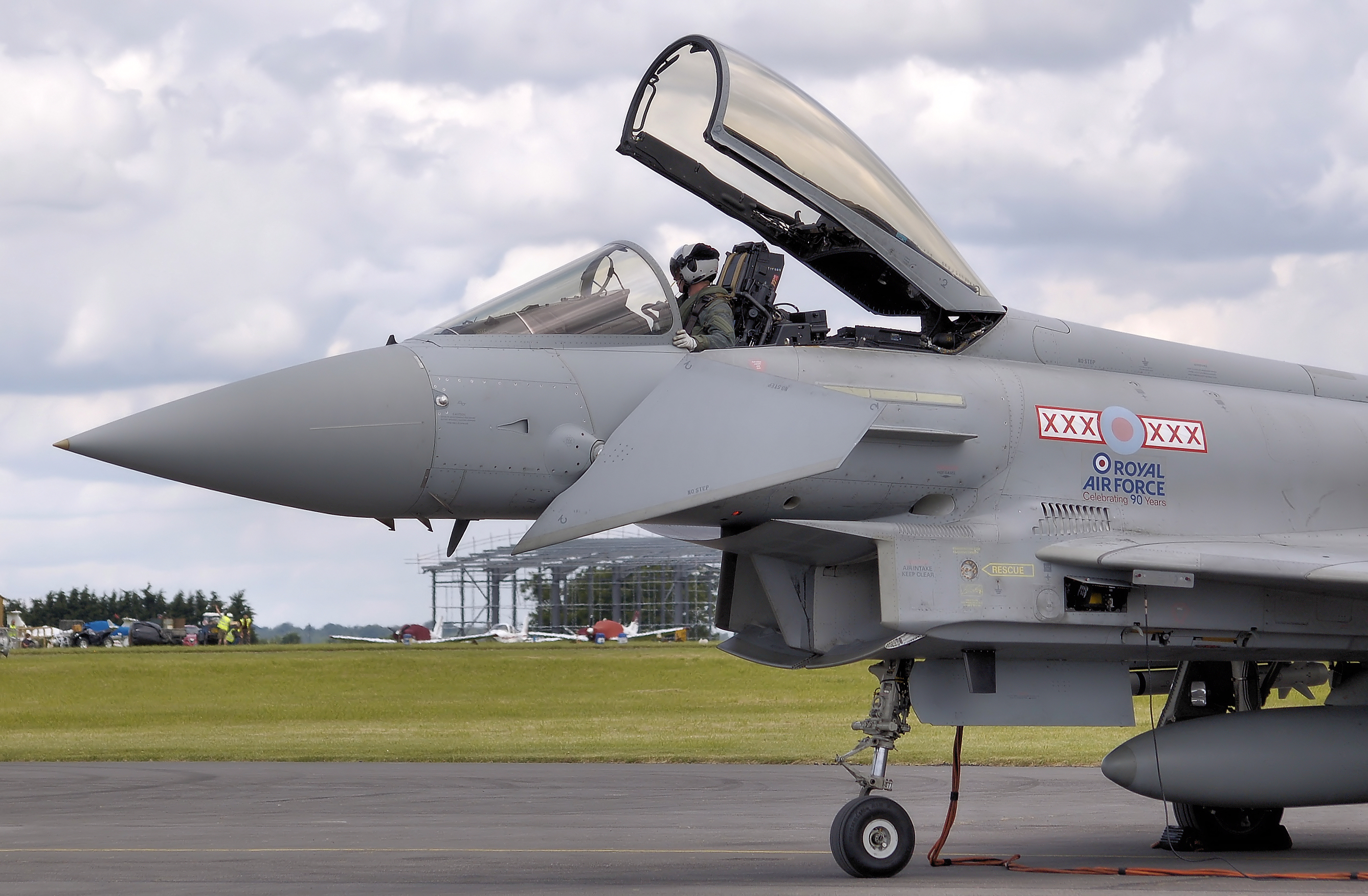
Головний обтічник винищувача Typhoon F2

Зазвичай, обтічники мають форму конусоподібного тіла обертання. Носові обтічники літаків часто робляться з радіопрозорих матеріалів для розміщення в них радіолокаційного устаткування.